# 太宗寺
太宗寺（たいそうじ）は、東京都新宿区新宿二丁目にある浄土宗の寺院である。山号は霞関山、院号は本覚院。本尊は阿弥陀如来。

## 歴史
寺伝によれば、慶長元年（1596年）ごろに僧・太宗が開いた草庵、「太宗庵」が前身である。寛永6年（1629年）、安房国勝山藩主であった内藤正勝の葬儀を行ったことを契機に内藤氏との縁が深まり、寛文8年（1668年）に正勝の長男重頼から寺地の寄進を受け、太宗を開山として太宗寺が創建された。院号は正勝の法名を拝している。元禄4年（1691年）、内藤氏は信濃国高遠藩へ移封されたが、太宗寺はその後も高遠藩内藤氏の菩提寺として、歴代藩主や一族の墓地が置かれた。内藤氏の墓地は約300坪の広大なものであったが、昭和27年（1952年）から行われた区画整理で縮小された。5代目当主正勝など3基の墓石が現存する。
かつては境内北側に水が湧いており、蟹川につながる池があったが、昭和25年（1950年）3月、境内北側は都市計画公園として新宿区に移管され、新宿区立新宿公園となっている。公園になった際に池は埋め立てられたが、その後も池跡から水が湧き出ており、水景施設が造られている。昭和27年（1952年）に太宗寺とその周辺で本格的な区画整理が行われ、寺の北側に花園通りが東西に通り、西側に新たに作られた街路に合わせて寺の敷地の形も変更され、新宿通りに面していた入口も一本北側の不動通りまで下がった。
境内には江戸に入る6本の街道の入り口にそれぞれ安置された地蔵菩薩像（江戸六地蔵）の第三番がある。また、この寺には閻魔像・奪衣婆像が安置されており、江戸時代から庶民に信仰されてきた。現在も、毎年7月15日・16日の縁日に御開扉されている。
他に新宿山ノ手七福神の一つである布袋尊像、真っ白に塩を被った姿が特徴の「塩かけ地蔵」などがある。

## 文化財

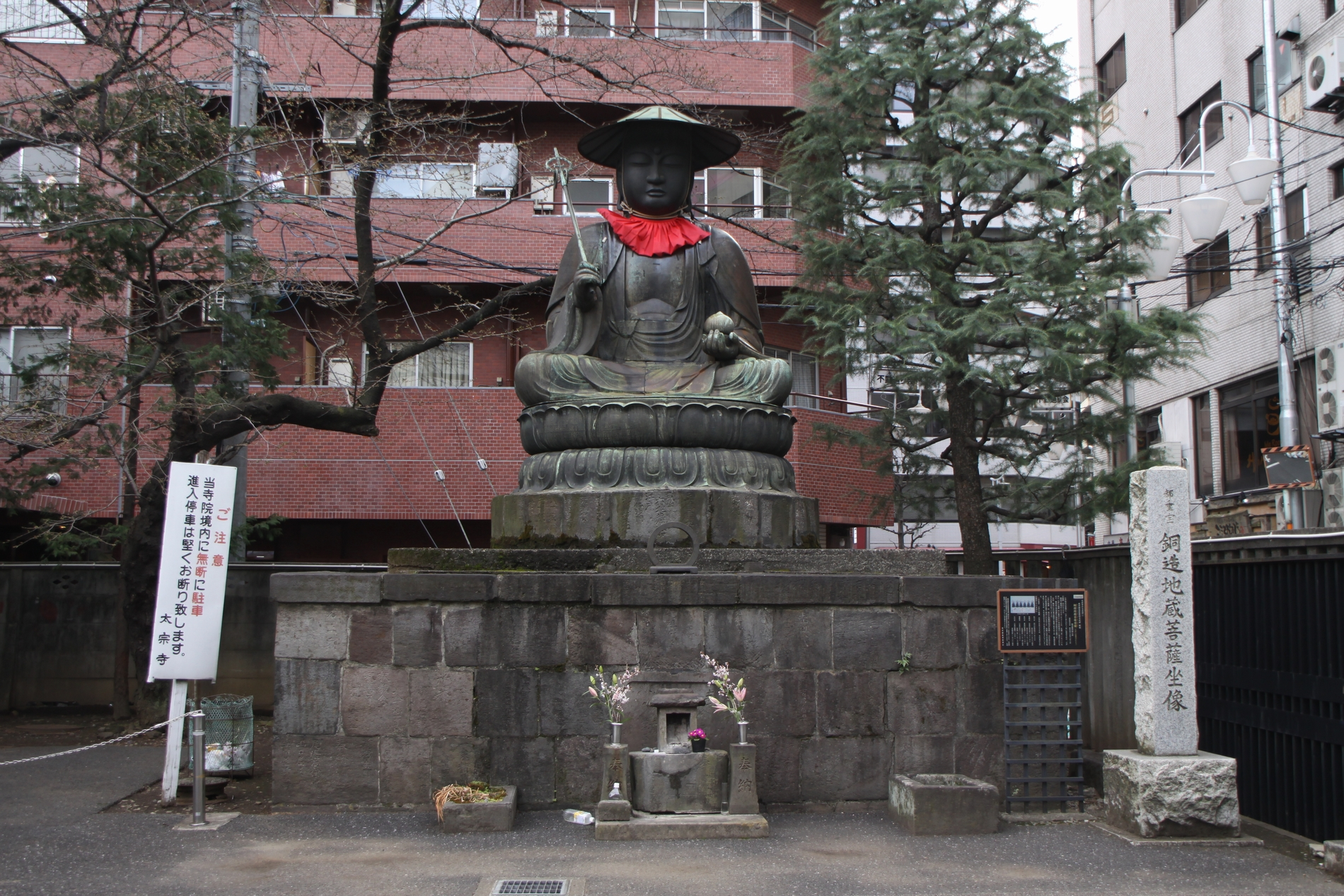
銅造地蔵菩薩坐像 - 東京都指定有形文化財（彫刻）
正徳2年（1712年）に造られた、江戸六地蔵の第三番。
- 三日月不動像 - 新宿区指定有形文化財（彫刻）
額に銀製の三日月を戴くのが名前の由来。像の上には天窓が設けられ、三日月に光が当たるようになっている。
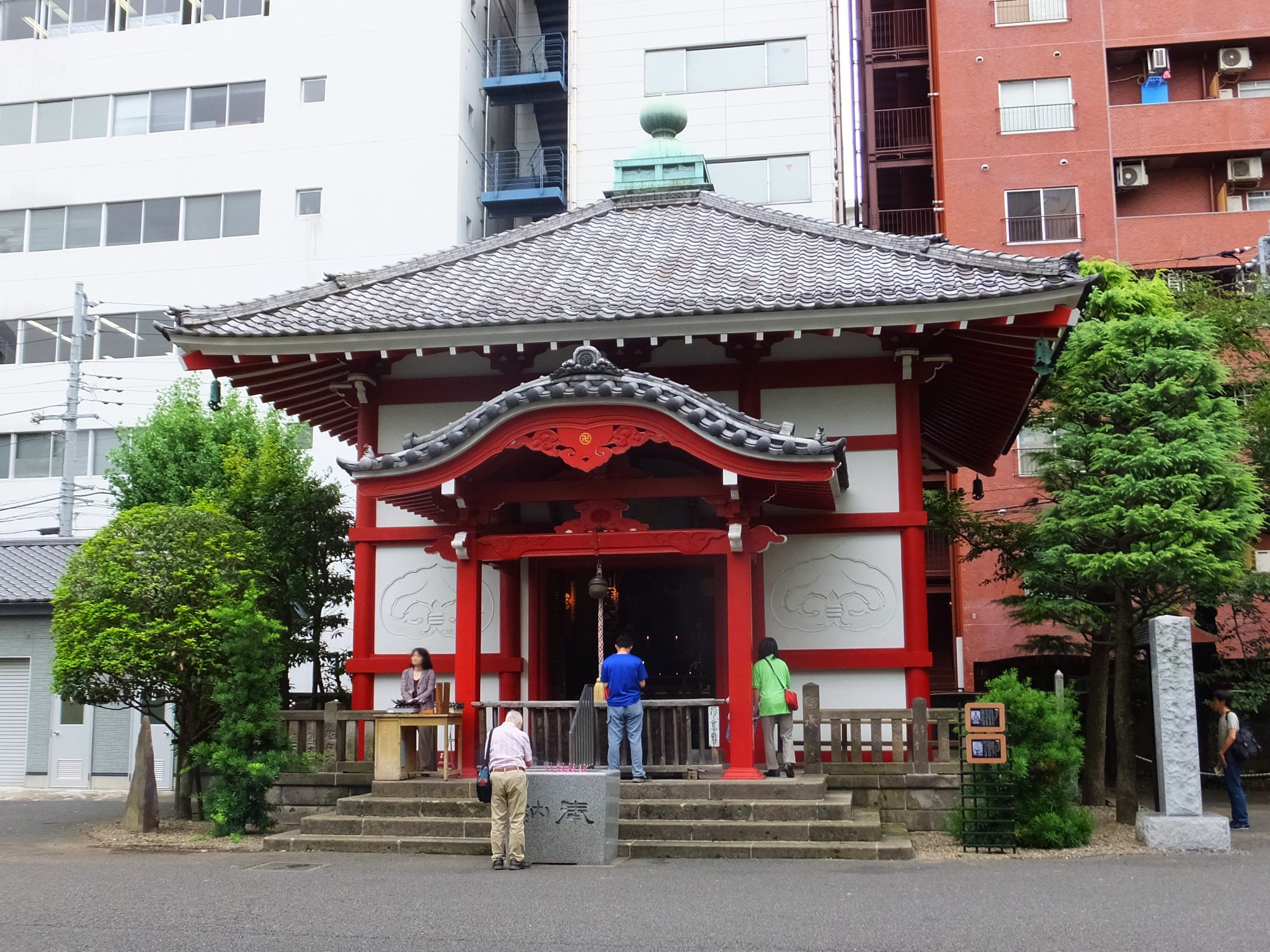
閻魔像 - 新宿区指定有形民俗文化財
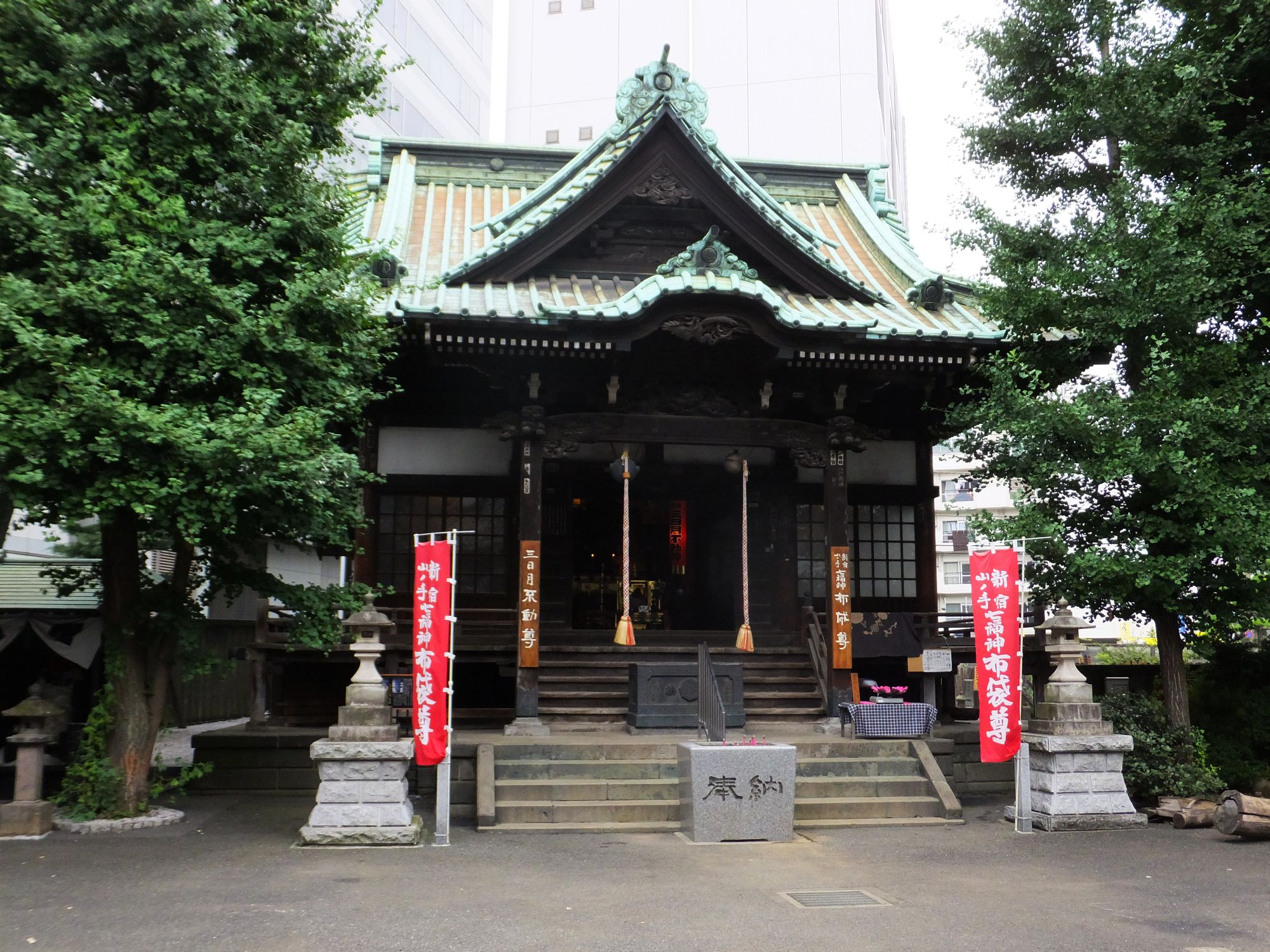
布袋尊堂
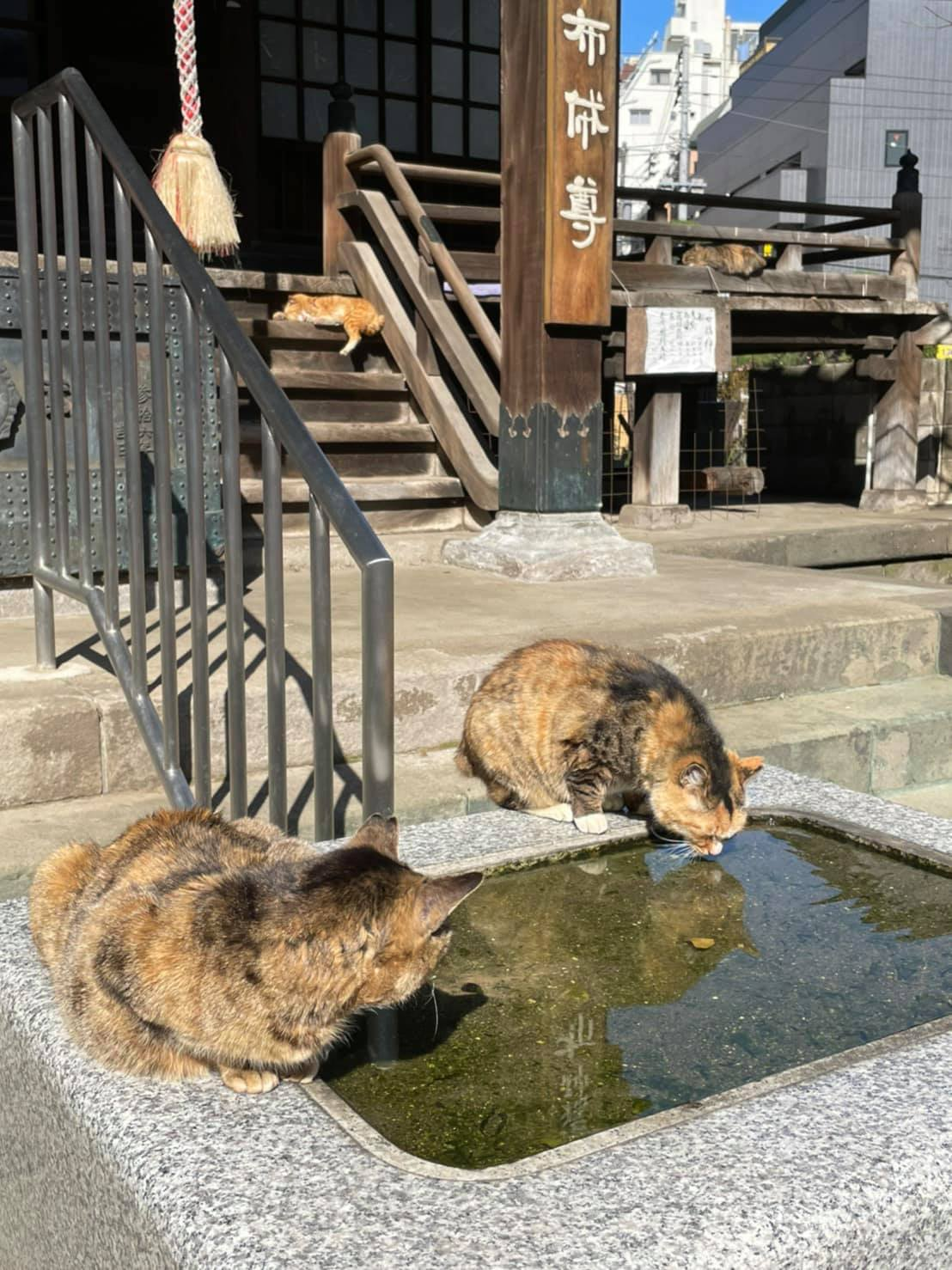
布袋尊堂前
「内藤新宿のお閻魔さん」。都内最大の閻魔大王像。
- 奪衣婆像 - 新宿区指定有形民俗文化財
「葬頭河の婆さん」と呼ばれた奪衣婆像。
- 観無量寿経曼荼羅 - 新宿区指定有形文化財（絵画）
当麻寺の当麻曼荼羅を模写したもので、江戸時代前半の製作とされる。毎年7月15日・16日に公開されている。
- 内藤正勝の墓 - 新宿区指定史跡
寛永6年（1629年）に葬儀が営まれた内藤正勝の墓。内藤家墓所の中核。
- 太宗寺墓地出土品 - 新宿区指定有形文化財（考古資料）
区画整理事業の際に内藤家墓地より出土した副葬品。鏡・銭貨・人形・眼鏡など910点。
- 切支丹灯篭 - 新宿区登録有形文化財（歴史資料）
内藤家墓地から発見された織部灯篭。灯篭に刻まれた人物像がマリアではないかという推測があるが、真偽は不明。

- 銅造地蔵菩薩坐像
- 閻王殿（閻魔堂）
- 布袋尊堂
- 布袋尊堂前

## 交通
- ○丸ノ内線 新宿御苑前駅(M10) 徒歩2分
- ○丸ノ内線・○副都心線 新宿三丁目駅(M09/F13) 徒歩4分
- ○都営地下鉄新宿線 新宿三丁目駅(S02) 徒歩4分